# پروانه نرم‌افزار

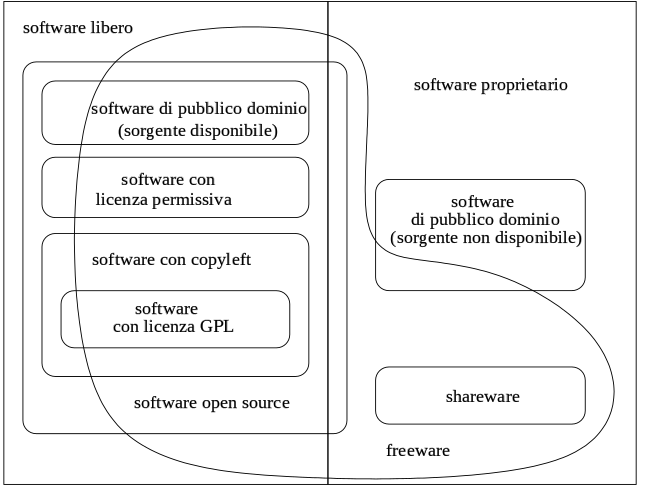
تصویری از پروانه نرم افزار

پروانهٔ نرم‌افزار سندی قانونی است که روش استفاده و تکثیر نرم‌افزار را مشخص می‌کند. یک پروانهٔ نرم‌افزار معمولی به کاربر نهایی اختیاراتی می‌دهد که به موجب آن می‌تواند نرم‌افزار را به نحوی که باعث زیر پا گذاشتن حق نشر آن نشود، مورد استفاده قرار دهد.

## اختصاصی در مقابل متن‌باز
نرم‌افزارهای مالکیتی یا غیرآزاد به کاربر تنها اجازه می‌دهد که نرم‌افزار را به شکلی بسیار محدود و برای استفادهٔ شخصی نظیر پشتیبان‌گیری تکثیر کند. پروانه‌های مالکیتی به نحوی ترتیب داده می‌شوند که کاربر نهایی اجازهٔ استفاده از یک یا چند نسخهٔ نرم‌افزار را داشته باشد، اما شرکت تولیدکننده مالک اصلی نرم‌افزار باقی بماند.
در مقابل، نرم‌افزارهایی که با پروانه‌های متن‌باز و آزاد منتشر می‌شوند به کاربر نهایی اجازه می‌دهند که به طور آزاد، نسخه‌هایی از نرم‌افزار را برای دیگران تکثیر کند. به این ترتیب، مالکیت نرم‌افزار در اختیار تولیدکنندهٔ اصلی باقی نمی‌ماند بلکه به استفاده کنندهٔ نهایی منتقل می‌شود.